# Daniel Defoe

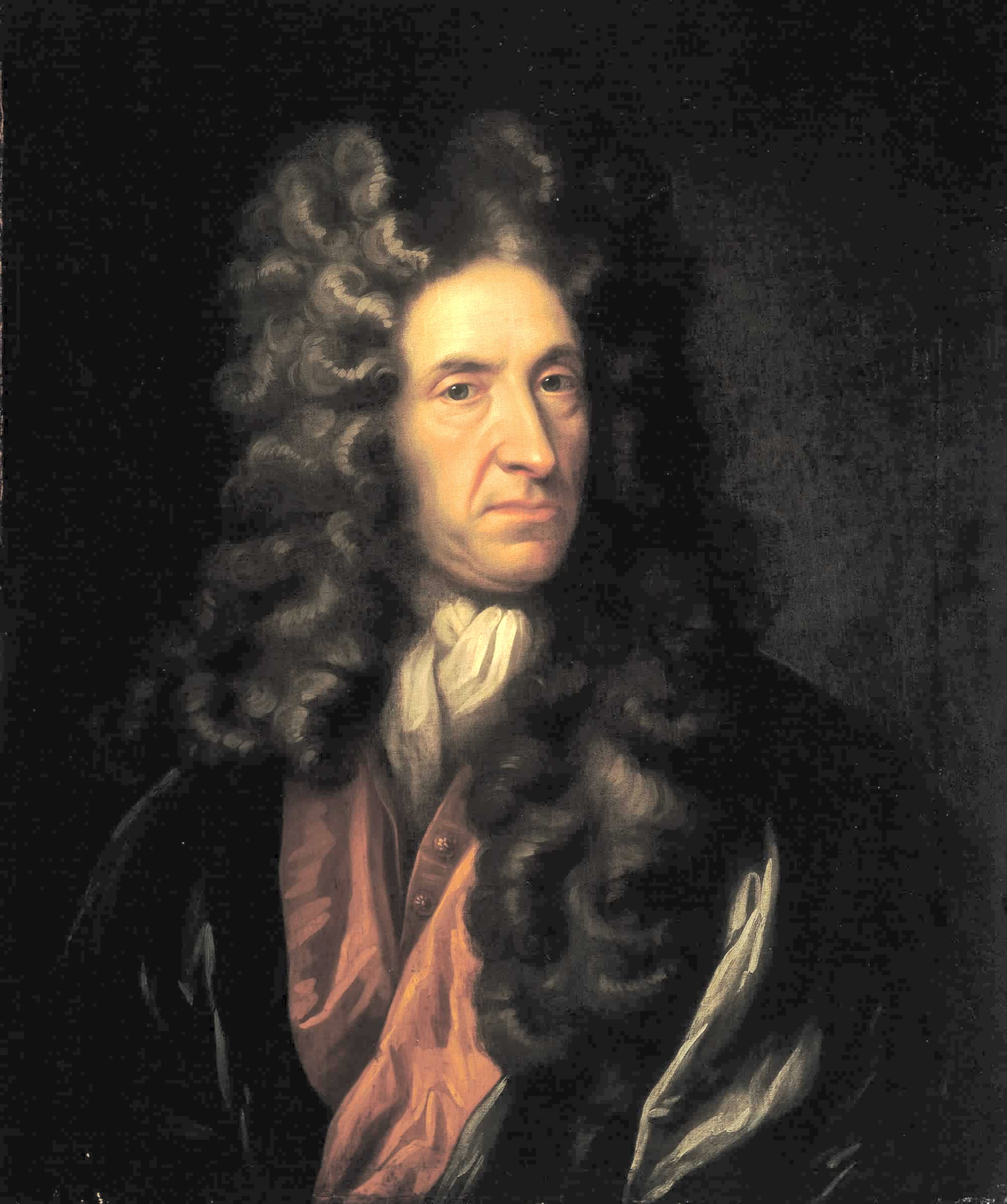
Daniel Defoe, Porträt aus dem 17./18. Jahrhundert

Daniel Defoe (* vermutlich Anfang 1660 in London als Daniel Foe; † 24. Apriljul. / 5. Mai 1731greg. in London) war ein englischer Schriftsteller in der Frühzeit der Aufklärung, der durch seinen Roman Robinson Crusoe weltberühmt wurde. Defoe gilt damit als einer der Begründer des englischen Romans.

## Leben

### Name
Daniel Foe wurde als Sohn des James Foe, eines wohlhabenden Londoner Talghändlers und Mitglied der Worshipful Company of Butchers („Ehrwürdige Gesellschaft der Metzger“, also der Mezgerzunft), und dessen Ehefrau Annie geboren. Das Geburtsjahr und der Geburtsort sind nicht sicher überliefert. Verschiedene Quellen nennen die Jahre 1659 bis 1662 als wahrscheinlich. Die Fore Street, Pfarrei St. Giles Cripple, London, wird allgemein als sein Geburtsort angesehen. Daniel Foe fügte später seinem Namen ein De an, wodurch sein Name einen aristokratischen Klang bekam.

### Frühe Jahre
Seine ersten Lebensjahre wurden von mehreren Katastrophen begleitet. 1665 erlebte er die Große Pest von London, bei der ein Fünftel der Londoner Bevölkerung starb. 1666 ereignete sich der Große Brand von London. Das Feuer zerstörte vier Fünftel der City of London, darunter die meisten mittelalterlichen Bauten, und machte etwa 100.000 Einwohner obdachlos. Foes Haus und zwei Nachbarhäuser wurden verschont. Am 19. Juni 1667 ereignete sich der Überfall im Medway. Dabei drangen niederländische Schiffe über die Mündung der Themse in den Fluss Medway ein und eroberten oder verbrannten dort eine größere Anzahl Kriegsschiffe der englischen Royal Navy. Als er etwa zehn Jahre alt war, starb seine Mutter Annie Foe.

### Erziehung
Defoe wurde presbyterianisch erzogen (siehe: Karl II. von England). Er sollte ursprünglich, nach seines Vaters Willen, Geistlicher werden und erhielt daher eine Ausbildung an der Akademie in Newington. Stattdessen schlug er eine Laufbahn als Kaufmann ein. Er heiratete 1684 Mary Tuffley, die eine Mitgift von 3700 Pfund Sterling in die Ehe mitbrachte. Mit dem Geld machte er sich selbstständig. Aus der Ehe gingen acht Kinder hervor, von denen sechs das Erwachsenenalter erreichten.

### Defoe als Kaufmann
1685 schloss sich Defoe James Scott, 1. Herzog von Monmouth an, der nach dem Tod Karls II., anstelle seines Onkels Jakob II. (auch Jakob VII.), den Thron für sich beanspruchte. Die Truppen des Herzogs wurden am 15. Juli 1685 bei Sedgemoor vernichtend geschlagen, der Herzog in London hingerichtet. Defoe floh nach Frankreich, kehrte aber bald nach London zurück. Dort betrieb er einen Import-Export-Handel mit Waren aus und nach den englischen Kolonien in Amerika. Er handelte mit Wein, Tabak und Lebensmitteln und unternahm dabei ausgedehnte Reisen nach Frankreich, Holland, Italien und Spanien. Er besaß drei Geschäftshäuser und war Mitglied der Londoner Zunftinnung. Wirtschaftlich hatte er nur wenig Erfolg.
Obwohl im Kaufmannsstand, sah sich Defoe als Intellektueller, der unter Buchhaltung eher die Vergrößerung seiner Bibliothek und das Abfassen eigener Texte als die kaufmännische Auflistung von Soll und Haben verstand. Seine schriftstellerische Tätigkeit war wenig einträglich.
Während der kriegerischen Auseinandersetzungen zwischen England und Frankreich verlor er mehrere Schiffsladungen und musste 1692 seinen Bankrott mit der damals hohen Summe von 17.000 Pfund Sterling anmelden. Durch die Übernahme verschiedener öffentlicher Dienste und die Gründung eines Ziegeleiwerks gelangte er wieder zu einem nennenswerten Einkommen.

### Defoe als Essayist
Bedeutend für das Verständnis des stark autobiographischen Schriftwerks Defoes ist die Tatsache, dass er sich seit seinem Bankrott 1692 fünf Jahre lang intensiv mit den politischen und wirtschaftlichen Fragen seiner Zeit beschäftigte. Seine diesbezüglichen Aufzeichnungen sammelte er und veröffentlichte sie 1697 unter dem Titel An Essay upon Projects, wobei er als Projekte seine darin enthaltenen zahlreichen Vorschläge zur allgemeinen Hebung und Verbesserung des „wirtschaftlichen, gesellschaftlichen und kulturellen Lebens der Nation“ bezeichnete.
Schon in jungen Jahren hatte er sich in zahlreichen Beiträgen den religiösen, ökonomischen und politischen Problemstellungen seiner Zeit gewidmet.
Mit seinem 1701 veröffentlichten satirischen Gedicht The True-Born Englishman („Der waschechte Engländer“), in dem er für Toleranz gegenüber nationalen und religiösen Minderheiten eintrat, kam der große Erfolg. 21 Auflagen in vier Jahren, darunter zwölf Raubdrucke, veranlassten ihn, seinem Nachnamen Foe das noble De hinzuzufügen. Diese Namensveredlung wurde zwar von einigen Zeitgenossen kritisiert, die „gar nicht so gestrenge Nachwelt“ ließ sie aber durchgehen. Seine Erstausgabe des Essay upon Projects hatte der Autor 1697 noch mit D. F. signiert.
Ein Jahr später griff er mit dem anonymen Traktat The Shortest Way with the Dissenters (Das kürzeste Verfahren mit den Dissentern) die Anglikanische Kirche und deren religiöse Intoleranz gegenüber den mit ihr im Dissens befindlichen anderen Glaubensrichtungen scharf an und musste 1703, als seine Verfasserschaft bekannt wurde, wegen der Verbreitung von aufrührerischen Schmähschriften auf unbestimmte Zeit ins Gefängnis. Außerdem wurde der frühe Aufklärer an den Pranger gestellt. Im November 1703 konnte der Speaker des Unterhauses, Robert Harley, die Freilassung des bei der Bevölkerung aufgrund seiner offenen und kritischen Art beliebten Schriftstellers bewirken.
Doch Haft und Geldstrafe hatten ihn erneut finanziell ruiniert. Um seinen Lebensunterhalt zu bestreiten, wandte sich Defoe in der Folgezeit verstärkt dem Journalismus zu. Von 1704 bis 1713 gab er im Auftrag des ihm wohlgesinnten Harley dreimal wöchentlich die Zeitschrift The Review heraus, deren Artikel er zumeist selbst verfasste. Darin befürwortet er eine Union mit Schottland, die 1707 schließlich zustande kam. 1709 verfasste Defoe eine History of the Union („Geschichte der Union“). Er etablierte sich im Laufe dieser Jahre als versierter wirtschaftspolitischer Journalist.

### Defoe als Schriftsteller
Am 6. Mai 1719, im Alter von wohl 59 Jahren, veröffentlichte Defoe seinen ersten Roman, The Life and Strange Surprizing Adventures of Robinson Crusoe („Das Leben und die seltsamen Abenteuer des Robinson Crusoe“), der schlagartig zu seinem bekanntesten Werk wurde. Inhaltliche Grundlage des Romans waren die Erlebnisse des Seemanns Alexander Selkirk, der sich auf einer der Juan-Fernández-Inseln vor der chilenischen Küste hatte aussetzen lassen und dort mehr als vier Jahre verbracht hatte. Die zeitgenössischen Berichte darüber dienten dem Journalisten Defoe als Vorlage, die er jedoch so umarbeitete, dass von Authentizität im engeren Sinne keine Rede sein kann. Beispielsweise konnte sich Selkirk nach gut vier Jahren Einsamkeit kaum noch verständlich machen; Robinson dagegen ist auch nach 28 Jahren noch geistig und sprachlich in Hochform. Neuartig an diesem Roman waren die mit Faktenwissen durchsetzte Darstellung und der auf Robinsons fiktionalen Tagebüchern beruhende journalistische Stil. „Für den komplexen Zusammenhang von Kunst (Schrift) und Arbeit (Handwerk) sind die ausführlichen Kapitel über den ‚Selbstbericht‘ und das chronologisch angelegte Tagebuch entscheidend.“ Das Buch brachte Defoe jedoch nur 50 Pfund und eine geringe prozentuale Beteiligung bei weiteren Auflagen ein. Sein Verleger kaufte sich vom Erlös einen neuen Laden und hinterließ 50.000 Pfund.
Weitere Abenteuerromane folgten, darunter Memoirs of a Cavalier (1720) und Kapitän Singleton (1720). Wie diese, so trägt auch der 1722 veröffentlichte Roman The Fortunes and Misfortunes of the Famous Moll Flanders („Glück und Unglück der berühmten Moll Flanders“), in dem Defoe die Bekehrung einer Londoner Prostituierten beschreibt, starke Züge seines Glaubens an die Prädestination und die Vorsehung Gottes. Gezeigt werden soll das unglückliche Schicksal derer, die vom rechten Pfad der Tugend abweichen.
Zu Defoes weiteren Arbeiten gehören A Journal of the Plague Year (Die Pest zu London, 1722), Colonel Jack (1722), Lady Roxana (1724), A tour thro’ the whole island of Great Britain (1724–1727), A General History of the Most Notorious Pyrates (1724–1728) und The Complete English Tradesman (1725–1727).

### Würdigung

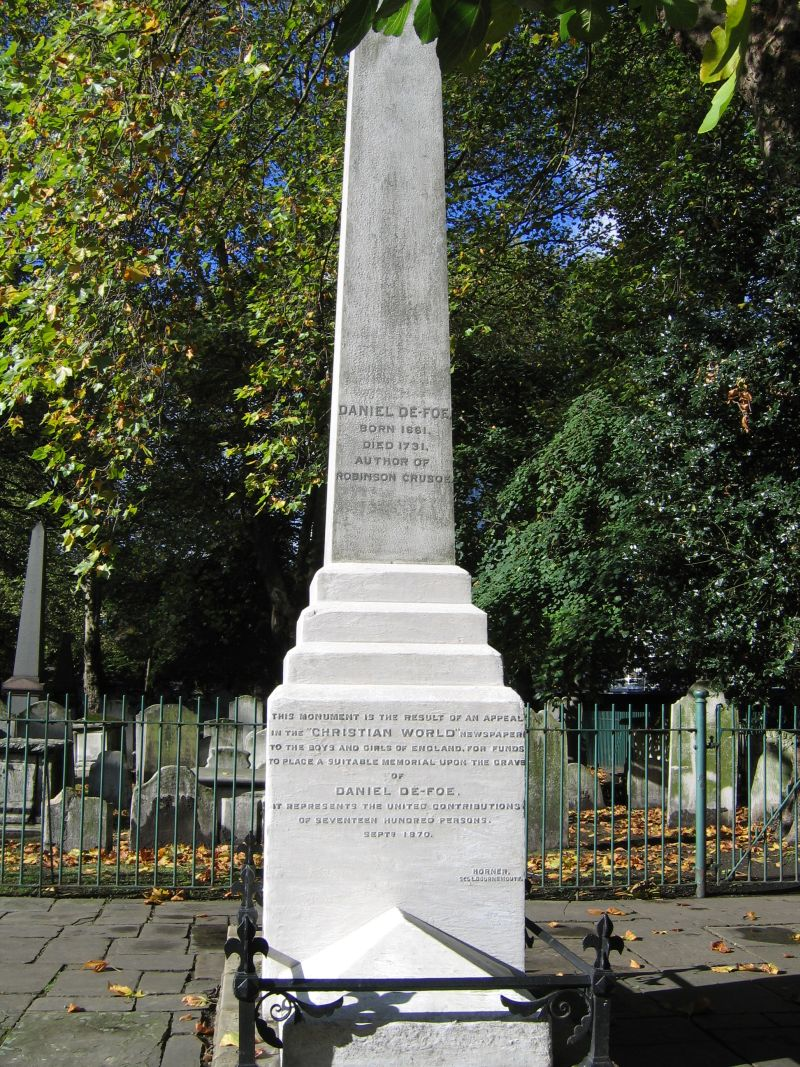
Grabmal von Daniel Defoe

Daniel Defoe versuchte während seines ganzen Lebens, die politische und religiöse Freiheit in England zu stärken. Der Wert seiner publizistischen Schriften wird soeben erst erkannt. Einschließlich seiner Flugblätter gibt es circa 250 Werke Defoes.
Daniel Defoe liegt auf dem Friedhof Bunhill Fields in London begraben. Nachprüfbar überliefert ist, dass noch Jahre nach dem Ableben all seiner Verwandten Unbekannte das Grab pflegten. Man vermutet in ihnen die ersten – wenn auch zahlenmäßig bescheidenen – Anhänger einer englischen Arbeiterbewegung.

## Werke (Auswahl)
- An Essay Upon Projects, 1697. Deutsch: Über Projektemacherei, Leipzig 1890
- The Shortest-Way With The Dissenters, 1703
- The Storm, 1704
- The Consolidator or, Memoirs of Sundry Transactions from the World in the Moon, 1705
- A Brief History of the Poor Palatine Refugees, 1709 (ins Deutsche übersetzt als Kurze Geschichte der pfälzischen Flüchtlinge von Heide Lipecky, dtv, München 2017, ISBN 978-3-423-14591-6)
- Robinson Crusoe, 1719
- Anatomy of Exchange Alley, 1719
- The Farther Adventures of Robinson Crusoe, 1719
- Der Pirat, Dezember 1719 (basierend auf der Geschichte des Henry Every alias John Avery). Deutsch: übersetzt, herausgegeben und mit Vorwort versehen von K. K. Doberer, Hohenloher Druck- und Verlagshaus, Gerabronn-Crailsheim, 1971
- Denkwürdigkeiten eines englischen Edelmannes aus dem großen Kriege, 1719
- The Education of Women, 1719
- Kapitän Singleton, 1720
- Memoirs of a Cavalier, 1720
- A Journal of the Plague Year. London 1722. Mehrere Übersetzungen ins Deutsche, z. B. diese: Die Pest zu London, übersetzt von Werner Barzel, Nymphenburger, München 1987. (Auch als Taschenbuch u. a. bei Ullstein)
 Ursprünglich anonym veröffentlicht unter dem Titel: A journal of the plague year : being observations or memorials, of the most remarkable occurrences, as well publick as private, which happened in London during the last great visitation in 1665. Written by a citizen who continued all the while in London. Never made publick before.
- Moll Flanders, 1722
- Colonel Jaques, 1722. Deutsch: Oberst Jack/Oberst Hannes (je nach Übersetzung)
- A tour thro’ the whole island of Great Britain (1724–1727)
- Roxana: The Fortunate Mistress, 1724.
- Die Geschichte von dem denkwürdigen Leben des John Sheppard, 1724.
- Ein Bericht über alle die Raubzüge, erfolgreichen Ausbruchsversuche &c. des John Sheppard, 1724.
- Der wahre & originale Bericht über das Leben & die Taten des verstorbenen Jonathan Wild, 1725.
- The Four Years Voyages of Capt. George Roberts, 1726.
- The Political History of the Devil, 1726.
- The Complete English Tradesman, 1726.
- A Plan of the English Commerce, 1728.

zugeschrieben
- Captain Charles Johnson: A General History of the Robberies and Murder of the Most Notorious Pyrates, London 1724.
  - Herausgegeben von Helge Meves. Übersetzt von David Meienreis und Arne Braun: Daniel Defoe. «Libertalia. Die utopische Piratenrepublik». Matthes & Seitz, Berlin 2015, ISBN 978-3-95757-000-0.[4]

### Bibliographien
- Philip Nicholas Furbank u. W. R. Owens: A Critical Bibliography of Daniel Defoe. Pickering & Chatto, London 1998, ISBN 1-85196-389-8.
- Reinhard Stach: Robinson und Robinsonaden in der deutschsprachigen Literatur. Eine Bibliographie. Königshausen und Neumann, Würzburg 1991, ISBN 3-88479-588-0  (= Schriftenreihe der Deutschen Akademie für Kinder- und Jugendliteratur Volkach e. V.; 12).
- John Andrew Stoler: Daniel Defoe. An annotated bibliography of modern criticism, 1900–1980. Garland, New York u. a. 1984, ISBN 0-8240-9086-1 (= Garland reference library of the humanities; 430).

### Überblicksdarstellungen
- Paula R. Backscheider: Daniel Defoe. His life. Johns Hopkins Univ. Press, Baltimore u. a. 1989, ISBN 0-8018-3785-5.
- Gertrud Kalb: Daniel Defoe. Winter, Heidelberg 1985, ISBN 3-533-03672-3,
- Maximilian E. Novak: Daniel Defoe. Master of Fictions. His Life and Ideas. Oxford Univ. Press, Oxford 2001, ISBN 0-19-812686-7.
- Dieter Petzoldt: Daniel Defoe: „Robinson Crusoe“. Fink, München, ISBN 3-7705-2064-5.
- Christian Reder (Hrsg.): Daniel Defoe. Ein Essay über Projekte. London 1697. Springer, Wien/New York 2004, ISBN 3-211-29564-X.
- John J. Richetti: Daniel Defoe.  Twayne, Boston, Mass. 1987, ISBN 0-8057-6955-2. (= Twayne's English authors series; 453)
- Wolfgang Riehle: Daniel Defoe. Rowohlt, Reinbek bei Hamburg 2002, ISBN 3-499-50596-7. (= Rowohlts Monographien; 50596)
- Richard West: The Life & Strange Surprising Adventures of Daniel Defoe. HarperCollins, London 1997, ISBN 0-00-255790-8.
- Heiko Postma: Projektemacher & Geheimagent, Publizist & Romancier. Über das wechselvolle Leben und Schreiben von Daniel Defoe (1660–1731). jmb, Hannover 2010, ISBN 978-3-940970-16-9.

### Spezialstudien
- Janet Bertsch: Storytelling in the Works of Bunyan, Grimmelshausen, Defoe, and Schnabel. Camden House, Rochester, N.Y. 2004, ISBN 1-57113-299-6. (= Studies in German literature, linguistics, and culture)
- Philip Nicholas Furbank u. W. R. Owens: The Canonisation of Daniel Defoe. Yale Univ. Pr., New Haven u. a. 1988, ISBN 0-300-04119-5.
- Regina Heidenreich u. Helmut Heidenreich (Hrsg.): Daniel Defoe. Schriften zum Erzählwerk. Wissenschaftliche Buchgesellschaft, Darmstadt 1982, ISBN 3-534-05781-3. (= Wege der Forschung; 339)
- David Macaree: Daniel Defoe's political writings and literary devices. Mellen, Lewiston, NY u. a. 1991, ISBN 0-88946-590-8. (= Studies in British literature; 14)
- Wolfgang Mackiewicz: Providenz und Adaptation in Defoes „Robinson Crusoe“. Ein Beitrag zum Problem des pragmatischen Puritanismus. Lang, Frankfurt am Main u. a. 1981, ISBN 3-8204-5928-6 (= Anglo-American forum; 15).
- Peter J. E. Malborn: Die volkswirtschaftliche Realität und ihre Wahrnehmung durch Daniel Defoe. Tectum, Marburg 1999, ISBN 3-8288-8070-3. (= Wissenschaftliche Beiträge aus dem Tectum-Verlag; Reihe Anglistik; 2)
- Walter Pache: Profit and delight. Didaktik und Fiktion als Problem des Erzählens. Dargestellt am Beispiel des Romanwerks von Daniel Defoe. Winter, Heidelberg 1980, ISBN 3-533-02804-6 (= Anglistische Forschungen; 141)
- William Roosen: Daniel Defoe and Diplomacy. Susquehanna Univ. Pr. u. a., Selinsgrove 1986, ISBN 0-941664-12-0.
- Susanne Schuster: Narrative Politik. Untersuchungen zur politischen Lektüre von Daniel Defoes Robinson-Crusoe-Trilogie. Ergon, Würzburg 2000, ISBN 3-933563-87-9. (= Spektrum Politikwissenschaft; 16)
- Tim Severin: Auf der Suche nach Robinson Crusoe. Magnus, Essen 2004, ISBN 3-88400-414-X.
- Hans-Jörg Tidick: Daniel Defoes kleinbürgerliche Gesellschafts- und Literaturkritik. Vorstudien zu einer Analyse des „Robinson Crusoe“. Lang, Frankfurt am Main u. a. 1983, ISBN 3-8204-7309-2. (= Anglo-American forum; 16).
- Zaixin Zhang: Voices of the self in Daniel Defoe's fiction. An alternative Marxist approach. Lang, Frankfurt am Main u. a. 1993, ISBN 3-631-45605-0. (= Anglo-amerikanische Studien; 5)

### Rezeption
- Stefan Bittner: Der Schulrobinson von Rousseau bis zur Gegenwart. Migration und unterrichtliche Transformation internationaler Themen am Beispiel von Pragmatismus und Anwendungsorientierung in Defoes Robinson Crusoe. Bodem, Frechen 2003, ISBN 3-934215-03-3.
- Erhard Dahl: Die Kürzungen des „Robinson Crusoe“ in England zwischen 1719 und 1819 vor dem Hintergrund des zeitgenössischen Druckgewerbes, Verlagswesens und Lesepublikums. Lang, Frankfurt am Main u. a. (= Anglo-American forum; 6) ISBN 3-261-02117-9.
- Elke Liebs: Die pädagogische Insel. Studien zur Rezeption des Robinson Crusoe in deutschen Jugendbearbeitungen.  Metzler, Stuttgart 1977, ISBN 3-476-00358-2. (= Studien zur allgemeinen und vergleichenden Literaturwissenschaft; 13)
- Angelika Reinhard: Die Karriere des Robinson Crusoe vom literarischen zum pädagogischen Helden. Eine literaturwissenschaftliche Untersuchung des Robinson Defoes und der Robinson-Adaptionen von Campe und Forster. Lang, Frankfurt am Main u. a. 1994, ISBN 3-631-42450-7 (= Europäische Hochschulschriften; Reihe 1; Deutsche Sprache und Literatur; 1463).